# هاري أو. هاسلام
هاري أو. هاسلام هو سياسي كندي، ولد في 9 يناير 1874 في سمرسايد، كندا ‏ في كندا، وتوفي في 30 ديسمبر 1945 في Claresholm ‏ في كندا. نشط حزبياً في حزب الائتمان الاجتماعي في ألبرتا ‏.